# شیمی نانولوله کربنی
شیمی نانولوله کربنی (انگلیسی: Carbon nanotube chemistry)
شیمی نانولوله‌های کربنی شامل واکنش‌های شیمیایی است که برای اصلاح خواص نانولوله‌های کربنی (CNTs) استفاده می‌شود. CNTها را می‌توان برای دستیابی به ویژگی‌های مورد نظر که می‌تواند در طیف گسترده‌ای از برنامه‌ها مورد استفاده قرار گیرد، قابل استفاده کرد.      دو روش اصلی عامل‌سازی CNT، اصلاحات کووالانسی و غیرکووالانسی هستند. 
به دلیل ماهیت آبگریز، CNT ها تمایل به تجمع دارند و این‌موضوع مانع پراکندگی آن‌ها در حلال‌ یا مذاب‌های پلیمری چسبناک می‌شود. دانه‌های نانولوله به‌دست‌آمده، عملکرد مکانیکی کامپوزیت نهایی را کاهش می‌دهند. سطح CNT ها را می توان برای کاهش آب‌گریزی و افزایش چسبندگی سطحی به پلیمر حجیم از طریق اتصال شیمیایی تغییر داد.

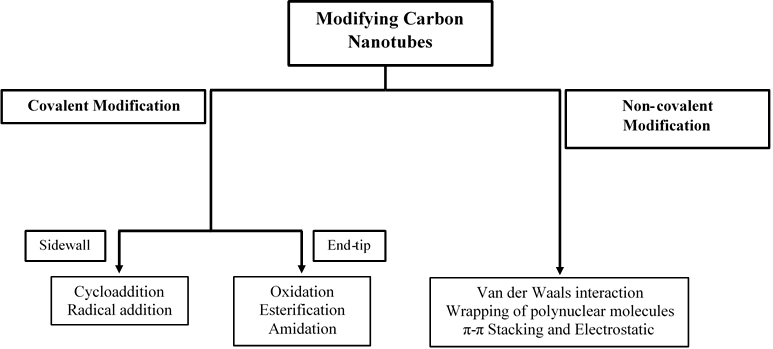
نمودار خلاصه گزینه‌های اصلاح شیمیایی نانولوله‌های کربنی.

## اصلاح کووالانسی

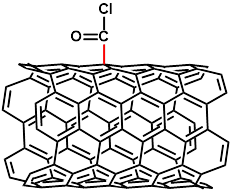
اصلاح کووالانسی نانولوله های کربنی

اصلاح کووالانسی یک گروه عاملی را به نانولوله‌ی کربنی متصل می‌کند. گروه‌های عاملی را می‌توان به دیواره‌ی جانبی یا انتهای نانولوله کربنی متصل کرد.  درپوش‌های انتهایی این نانولوله‌ها به دلیل زاویه پیرامیدازیسیون بالاتر، بیشترین واکنش‌پذیری را داشته و دیواره‌های نانولوله‌های کربنی زوایای پیرامیدازیسیون کمتری دارند که منجر به واکنش‌پذیری کمتری می‌شود. اگرچه اصلاحات کووالانسی بسیار پایدار هستند، فرآیند پیوند هیبریداسیون sp 2 اتم‌های کربن را مختل می‌کند زیرا یک پیوند σ تشکیل می‌شود.  اختلال در هیبریداسیون توسعه یافته sp 2 بطور معمول سبب کاهش رسانایی این‌نانولوله‌ها می‌شود.

### اکسیداسیون
خالص‌سازی و اکسایش نانولوله‌های کربنی به خوبی در ادبیات ارائه‌شده است.     این‌فرآیندها برای تولید کم‌بازده نانولوله‌های کربنی که ذرات کربن، ذرات کربن آمورف و پوشش‌ها درصد قابل توجهی از مواد کلی را تشکیل می‌دهند ضروری بودند و همچنان برای معرفی گروه‌های عاملی سطح مهم هستند.  در طول اکسیداسیون اسیدی، شبکه پیوند کربن-کربن لایه‌های گرافیتی شکسته می‌شود و اجازه می‌دهد تا واحدهای اکسیژن به شکل گروه‌های کربوکسیل، فنولیک و لاکتون وارد شوند  که به طور گسترده برای عامل‌سازی شیمیایی بیشتر مورد بهره‌برداری قرار گرفته‌اند. 
مطالعات اولیه درباره اکسایش نانولوله‌های کربنی شامل واکنش‌های فاز گاز با بخار اسید‌نیتریک در هوا بود که نانولوله‌های کربنی را با گروه‌های کربوکسیلیک، کربونیل یا هیدروکسیل به‌طور نامحسوس عامل‌دار کرد.  در واکنش‌های فاز مایع، نانولوله‌های کربنی با محلول‌های اکسید‌کننده اسید نیتریک یا ترکیبی از اسید‌نیتریک و سولفوریک به همان اثر پردازش شدند.  با این‌حال، اکسیداسیون بیش از حد ممکن است باعث شود که نانولوله کربنی به قطعاتی تبدیل شود که به قطعات کربنی معروف هستند.  اکسایش به کمک فراصوت، با اسید سولفوریک و نیتریک، نانولوله‌های کربنی و تولید گروه‌های کربونیل و کربوکسیل توسط زینگ و همکاران نشان داده‌شد.  پس از واکنش اکسایش در محلول اسیدی، پردازش با پراکسید هیدروژن آسیب به شبکه نانولوله کربنی را محدود کرد.  نانولوله های کربنی تک جداره را می‌توان با استفاده از اولئوم و اسید‌نیتریک به روشی مقیاس‌پذیر کوتاه کرد. اسید نیتریک نانولوله های کربنی را برش می‌دهد در حالی که اولئوم یک کانال ایجاد می‌کند. 
در نوعی اصلاح شیمیایی، آنیلین به یک دیازونیوم میانی اکسید می‌شود. پس از دفع نیتروژن، یک پیوند کووالانسی به عنوان یک رادیکال آریل تشکیل می دهد که در زیر نمایش داده شده‌است.  

### استریفیکاسیون/آمیداسیون
گروه‌های کربوکسیلیک به عنوان پیش‌ساز برای بیشتر واکنش‌های استری و آمیداسیون مورد استفاده قرار می‌گیرند. گروه کربوکسیلیک با استفاده از تیونیل یا اگزالیل‌کلرید به یک کلرید آسیل تبدیل می‌شود و سپس با آمید، آمین یا الکل مورد نظر واکنش می‌دهد.  نانولوله‌های کربنی با کمک واکنش‌های آمیناسیون روی نانوذرات نقره رسوب کرده‌اند. نانولوله‌های کربنی عامل دار آمیدی نانوذرات نقره را کلات می‌کنند. نانولوله‌های کربنی اصلاح‌شده با کلرید آسیل به آسانی با مولکول‌های بسیار شاخه‌دار مانند پلی (آمیدوآمین) واکنش نشان می‌دهند که به عنوان الگوی یون نقره عمل می‌کنند و بعداً توسط فرمالدئید احیا می‌شوند.  نانولوله‌های کربنی اصلاح‌شده با آمینو را می‌توان با واکنش اتیلن دی‌آمین با نانولوله‌های کربنی عاملدار شده با کلرید آسیل تهیه کرد. 

### واکنش های هالوژناسیون
نانولوله‌های کربنی را می‌توان با اسید پراکسی تری فلوئورواستیک پردازش کرد تا عمدتاً اسید‌کربوکسیلیک و گروه‌های عاملی تری فلوئورواستیک تولید کند.  نانولوله‌های کربنی فلوئوردار، از طریق جایگزینی، می‌توانند با اوره، گوانیدین، تیوره و آمینوسیلان بیشتر فعال شوند.  با استفاده از واکنش هانسدیکر، نانولوله‌های کربنی پردازش‌شده با اسید‌نیتریک می‌توانند با یدوزوبنزندی استات واکنش دهند تا نانولوله‌های کربنی یددار شوند. 

### Cycloaddition
همچنین پروتکل‌های شناخته‌شده‌ای برای سیکلوافزودن‌ها مانند واکنش‌های دیلز-آلدر، سیکلودافزودن‌های 1،3-دو قطبی آزومتین یلیدها و واکنش‌های سیکلودافزودن آزید-آلکین وجود دارد.  یک‌مثال برای این موضوع، واکنش DA با کمک هگزا کربونیل کروم و فشار بالا است.  نسبت I D /I G برای واکنش با دین دانیشفسکی 2.6 می‌باشد.
شناخته‌شده‌ترین واکنش سیکلودافزودن 1،3 واکنش چرخه‌افزودی آزومتین یلیدها با نانولوله‌های کربنی است که بسیار مورد توجه است. افزودن یک حلقه پیرولیدین به انواع گروه‌های عاملی مانند دندریمرهای پلی (آمیدوآمین) نسل دوم،  افزودنی‌های فتالوسیانین،  گروه‌های پرفلوئوروآلکیل سیلان،  و گروه‌های آمینو اتیلن گلیکول می‌تواند منجر شود.   واکنش Diels-cycloaddition می تواند علی الخصوص در نانولوله‌های کربنی فلوئوردار رخ دهد. مشاهده شده‌است که آنها تحت واکنش های دیلز-آلدر با دی ئن هایی مانند 2،3-دی متیل-1،3- بوتادین، آنتراسن و 2-تری متیل سیلوکسیل-1،3-بوتادین قرار می‌گیرند. 

### افزودن رادیکال

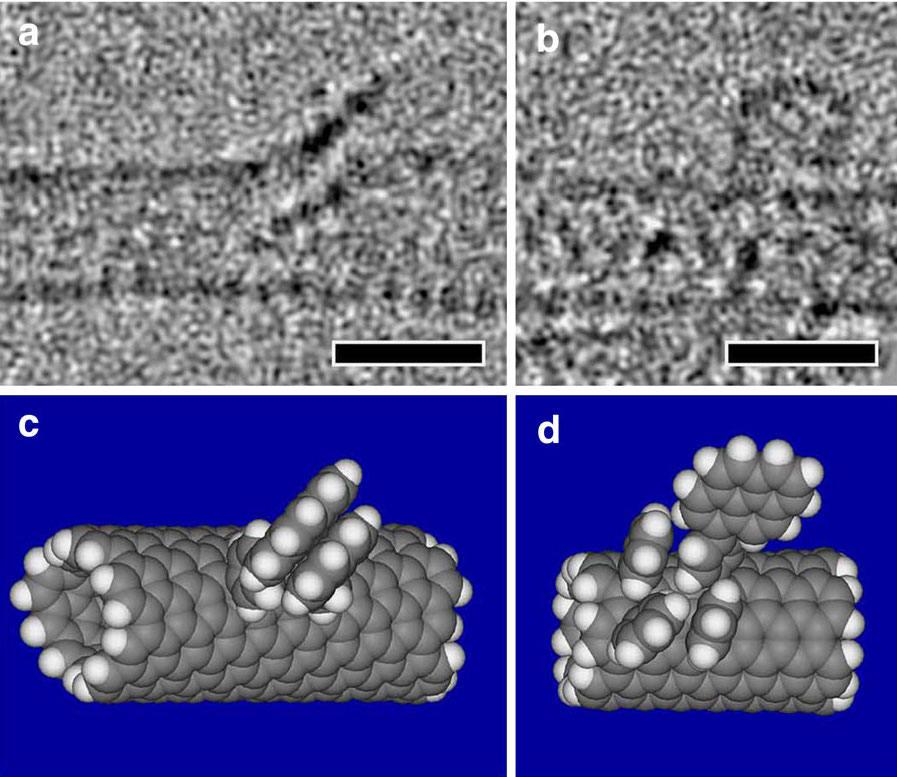
بالا: میکروگراف های الکترونی که برهمکنش CNT ها را با رادیکال 4-(1-pyrenyl)phenyl (a) و استر بورونیک آن (b) نشان می دهد. پایین: مدل های مربوطه.

اصلاح نانولوله‌های کربنی با نمک‌های آریل دیازونیوم ابتدا توسط تور و همکاران مورد مطالعه قرار گرفت.  با توجه به شرایط سخت مورد نیاز برای ترکیب دیازونیوم تولید‌شده در محل ، روش‌های دیگری نیز مورد بررسی قرار گرفته‌اند. استفنسون و همکاران استفاده از مشتقات آنیلین با نیتریت سدیم در اسید سولفوریک 96 درصد و پرسولفات آمونیوم گزارش شده‌است.  پرایس و همکاران نشان دادند که هم‌زدن نانولوله‌های کربنی در آب و پردازش آن‌ها با آنیلین‌ها و عوامل اکسید‌کننده واکنش ضعیف‌تری است.  ساختار دیازونیوم نانولوله‌های کربنی را تبدیل به عاملی کرد که به عنوان سرآغازی برای اصلاحات بیشتر مورد استفاده قرار گرفت.  واکنش‌های کوپلینگ سوزوکی و هک بر روی نانولوله‌های کربنی عاملدار شده با یدوفنیل انجام شد.  وونگ و همکاران واکنش‌های فتوشیمیایی ملایمی برای سیلیله کردن نانولوله‌های کربنی با تری متوکسی‌سیلان و هگزافنیل‌دیسیلان نشان دادند. 

### افزودن هسته‌دوست
هیرش و همکاران افزودنی‌های نوکلئوفیلی با ترکیبات آلی لیتیوم و ارگانومیزیم را بر روی نانولوله‌های کربنی انجام داد که با اکسایش بیشتر در هوا، آن‌ها توانستند نانولوله‌های کربنی اصلاح‌شده با آلکیل ایجاد کنند.  هیرش همچنین توانست با تولید آمیدهای لیتیوم، افزودنی‌های نوکلئوفیلی آمین‌ها را نشان دهد که منجر به تولید نانولوله‌های کربنی اصلاح‌شده با آمینو شد. 

### افزودنی الکتروفیلیک
نانولوله‌ها را می توان با استفاده از فلز لیتیوم یا سدیم و آمونیاک مایع (شرایط احیای توس) با آلکیل‌هالیدها آلکیله کرد.   نمک نانولوله اولیه می تواند به عنوان آغازگر پلیمریزاسیون عمل کند.  همچنین می‌تواند با پراکسیدها واکنش داده و نانولوله‌های عامل‌دار آلکوکسی را تشکیل دهد. 
اصلاح آلکیل و هیدروکسیل نانولوله‌های کربنی با افزودن الکتروفیل آلکیل هالیدها توسط تابش امواج مایکروویو نشان داده‌شد.  تسونیر و همکاران نانولوله‌های کربنی اصلاح‌شده با گروه‌های آمینه با پروتون‌زدایی با بوتیل‌لیتیوم و واکنش با جایگزینی آمینو.  بالابان و همکاران استفاده از اسیلاسیون فریدل کرافت در نانولوله‌های کربنی با نیتروبنزن در 180درجه سانتی‌گراد همراه با کلرید آلومینیوم افزودند. 

## اصلاحات غیر کووالانسی

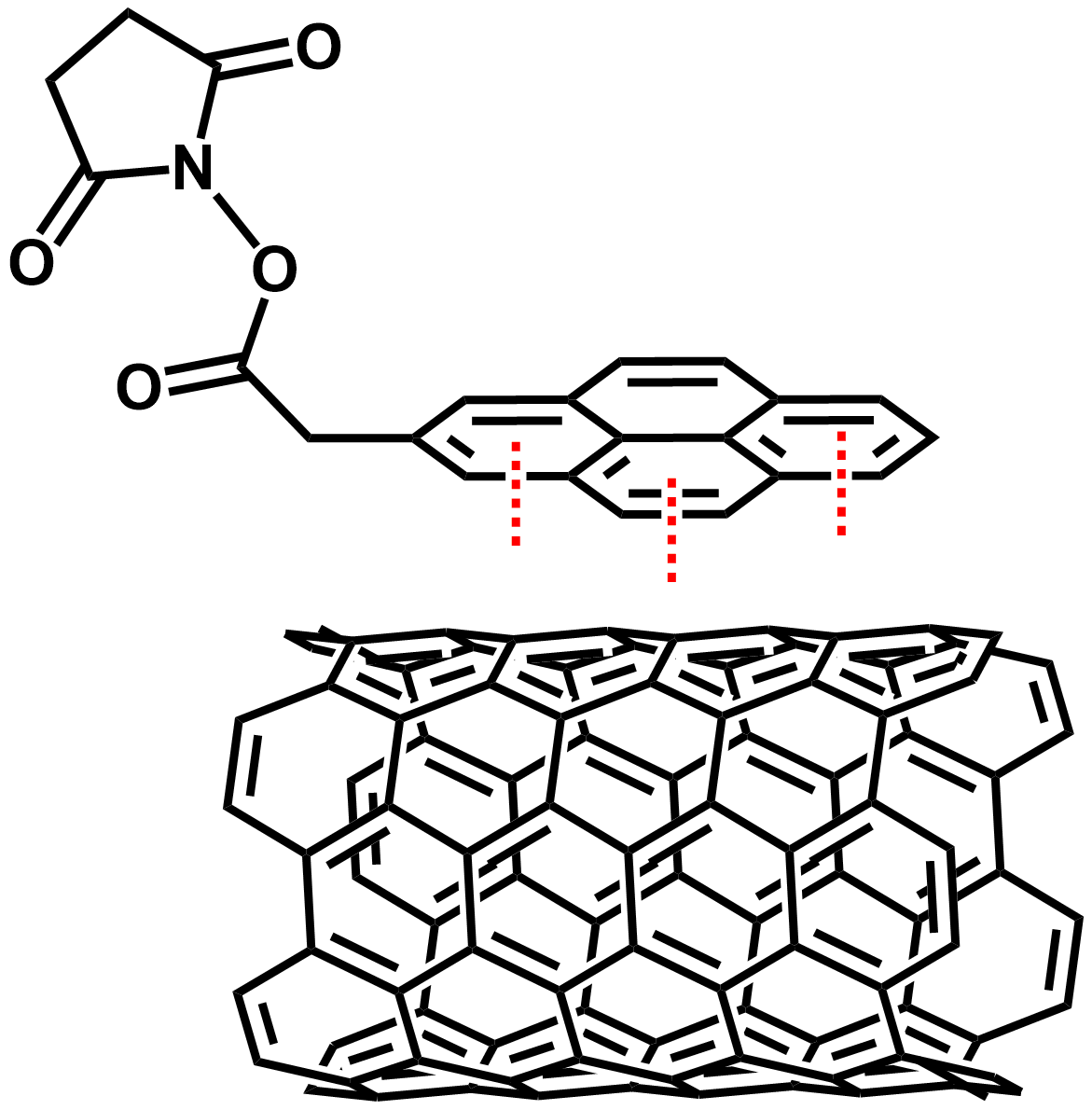
اصلاح غیر کووالانسی نانولوله های کربنی

اصلاحات غیر کووالانسی از نیروهای‌واندروالس و برهمکنش های π-π با جذب ترکیبات آروماتیک چند‌هسته‎‌ای، سورفکتانت‌ها، پلیمرها یا مولکول‌های زیستی استفاده می‌کنند. اصلاحات غیرکووالانسی پیکربندی طبیعی نانولوله‌های کربنی را با هزینه پایداری شیمیایی مختل نمی‌کند و مستعد جداسازی فاز، تفکیک در بین دو فاز، در حالت جامد است. 

### ترکیبات آروماتیک چند هسته‌ای
برخی از ترکیبات آروماتیک چند‌هسته‌ای رایج که با بخش‌های آب‌دوست یا آب‌گریز عامل‌دار می‌شوند، برای حل کردن نانولوله‌های کربنی به حلال‌های آلی یا آبی مورد استفاده قرار می‌گیرند. برخی از این‌آمفیفیل‌ها سیستم‌های فنیل، نفتالین، فنانترن، پیرن و پورفیرین هستند.  انباشته شدن π-π بیشتر آمفی‌فیل‌های معطر مانند آمفی‌فیل‌های پیرن، بهترین حلالیت را در مقایسه با آمفی‌فیل‌های فنیل با انباشتگی π-π بدتر داشتند، که منجر به حلالیت بیشتر در آب می‌شد.  این‌سیستم‌های آروماتیک را می‌توان با گروه‌های اسید آمینه و کربوکسیلیک قبل از فعال‌سازی نانولوله‌ها اصلاح کرد. 

### زیست مولکول‌ها
تعامل بین نانولوله‌های کربنی و زیست‌مولکول‌ها به دلیل پتانسیل استفاده از آن‌ها در کاربردهای بیولوژیکی به طور گسترده مورد مطالعه قرار گرفته‌است.  اصلاح نانولوله‌های کربنی با پروتئین‌ها، کربوهیدرات‌ها و اسیدهای نوکلئیک با تکنیک پایین به بالا ساخته می شود.  پروتئین‌ها به دلیل تنوع اسیدهای آمینه آب‌گریز یا آب‌دوست، میل ترکیبی بالایی به نانولوله‌های کربنی دارند.  پلی ساکاریدها با موفقیت برای اصلاح نانولوله‌های کربنی که هیبریدهای پایدار را تشکیل می‌دهند، استفاده شده‌اند.  برای ساخت نانولوله‌های کربنی محلول در آب، از فسفولیپیدهایی مانند لیزوگلیسروفسفولیپیدها استفاده شده‌است.  دم فسفولیپید منفرد به دور نانولوله کربنی می‌پیچد، اما فسفولیپیدهای دو دم توانایی یکسانی نداشتند.

### انباشته شدن π-π و برهمکنش های الکترواستاتیکی
مولکول‌هایی که دارای دو عملکرد هستند برای اصلاح نانولوله کربنی استفاده می‌شوند. یک‌انتهای مولکول ترکیبات پلی آروماتیکی هستند که از طریق انباشته شدن π-π با نانولوله کربنی برهم‌کنش دارند. انتهای دیگر همان مولکول دارای یک‌گروه عملکردی مانند آمینو، کربوکسیل یا تیول است.  به عنوان مثال، مشتقات پیرن و آریل تیول ها به عنوان پیوند‌دهنده برای نانوذرات فلزی مختلف مانند طلا، نقره و پلاتین استفاده شده‌اند. 

### در هم تنیدگی مکانیکی
یک‌مورد خاص از اصلاح غیرکووالانسی، تشکیل مشتقات مکانیکی در هم‌قفل‌شده شبیه روتاکسان از نانولوله‌های تک‌جداره (SWNTs) است.  در این‌استراتژی، SWNT‌ها توسط ماکروسیکل(های) مولکولی کپسوله می‌شوند، که یا با ماکروسیکل شدن در اطراف آنها تشکیل می‌شوند،   یا در مرحله بعد از قبل تشکیل شده و رزوه می‌شوند.  در MINTs (M به صورت مکانیکی Nano Tubes متصل شده)، SWNT و ماکروسیکل آلی با استفاده از توپولوژی خود، از طریق یک‌پیوند مکانیکی،  با ترکیب پایداری استراتژی‌های کووالانسی به هم متصل می‌شوند- حداقل یک پیوند کووالانسی باید شکسته شود. برای جدا کردن SWNT و macrocycle(ها)- با یکپارچگی ساختاری استراتژی‍‌های کلاسیک غیرکووالانسی - شبکه C-sp 2 SWNT دست‌نخورده باقی می‌ماند.

## تعیین مشخصات
یک‌ابزار مفید برای تجزیه و تحلیل نانولوله‌های مشتق‌شده، طیف‌سنجی رامان است که یک باند G (G برای گرافیت) را برای نانولوله‌های بومی در 1580 نشان می دهد. cm -1 و یک‌باند D (D برای نقص) در 1350 سانتی متر -1 هنگامی که شبکه گرافیت با تبدیل sp2 به کربن هیبرید‌شده sp3 مختل می‌شود. نسبت هر دو قله I D/I G به‌عنوان معیاری برای عملکرد در نظر گرفته می‌شود. ابزارهای دیگر طیف‌سنجی UV است که در آن نانولوله‌های بکر تکینگی‌های ون هوو متمایز را نشان می‌دهند، در جایی که لوله‌های عامل‌دار نشان نمی‌دهند، و آنالیز ساده TGA.

## همچنین ببینید
- Selective chemistry of single-walled nanotubes
- نانولوله کربنی
- سنتز نانو لوله‌های کربنی
- Mechanical properties of carbon nanotubes